# كوينتن ريتشاردسون
كوينتن ريتشاردسون (بالإنجليزية: Quentin Richardson)‏ مواليد 13 أبريل 1980 في شيكاغو، هو لاعب كرة سلة أمريكي سابق بدأ مسيرته الاحترافية في سنة 2000. يبلغ طوله 6 قدم 6 بوصة (2.0 م). اعتزل اللعب في 2013.

## فرق لعب لها
- لوس أنجلوس كليبرز
- فينيكس صنز
- نيويورك نيكس
- ميامي هيت
- أورلاندو ماجيك

## روابط خارجية
- كوينتن ريتشاردسون على موقع إن بي أي (الإنجليزية)
- كوينتن ريتشاردسون على موقع سبورتس رفرنس (الإنجليزية)
- كوينتن ريتشاردسون على موقع كرة السلة الأوروبية.كوم (الإنجليزية)
- كوينتن ريتشاردسون على موقع كلية كرة السلة في سبورتس رفرنس.كوم (الإنجليزية)
- كوينتن ريتشاردسون على موقع ريلجم (الإنجليزية)
- كوينتن ريتشاردسون على موقع بروبوليرز (الإنجليزية)